# Paintball

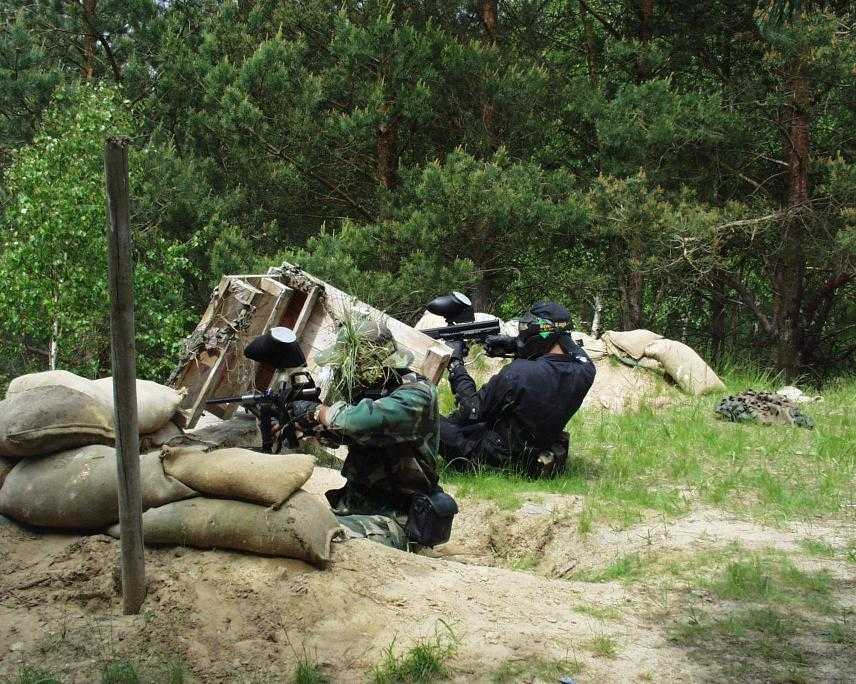
Zwei Paintballspieler auf einem Waldspielfeld

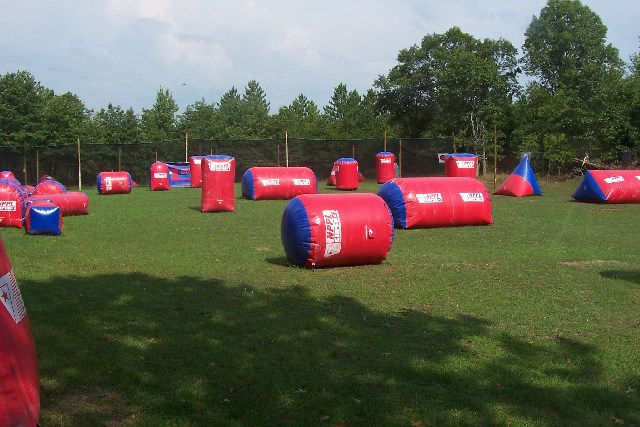
Ein SupAir-Spielfeld

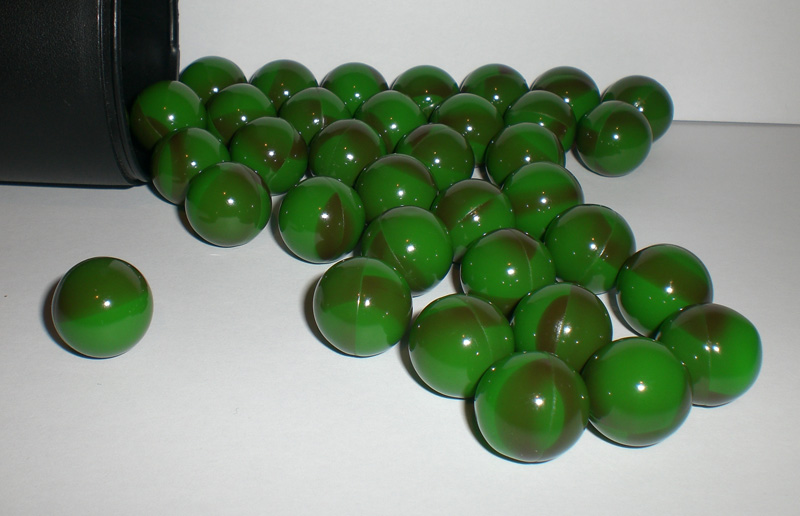
Grüne Paint

Paintball ist ein taktischer Gesellschaftssport (meist Mehrpersonen-Mannschaften), bei dem sich Spielerinnen und Spieler mittels Markierern mit Farbkugeln per Schussausübung markieren. Die Getroffenen und damit markierten Spielerinnen oder Spieler müssen folglich das Spielfeld üblicherweise gemäß Regelwerk verlassen bzw. disqualifizieren sich für die weitere Ausübung, was aus dem Spielerischen heraus auch mit einem Treffer einer regulären Schusswaffe assoziiert werden kann.
Der Paintball – meist nur kurz „Paint“ genannt – bezeichnet die verwendeten Farbkugeln als Form der Munition für die spielerisch sowie sportlich genutzten Schusswaffen, die normalerweise aus einer Gelatinehülle bestehen und früher mit einer Mischung aus Kartoffelstärke, Pflanzenöl und Lebensmittelfarbe gefüllt waren, heute jedoch meist mit gefärbtem Polyethylenglycol gefüllt werden. Sie gab dem Sport seinen Namen. Die Paint ist bestenfalls umweltfreundlich und wird im Freien innerhalb von zwei Wochen biologisch rückstandsfrei abgebaut.
Der Markierer ist eine Druckluftwaffe, die in der Regel den Gasdruck einer CO2- oder Druckluftflasche nutzt, um die Paint zu verschießen.

## Geschichte
Die Wurzeln des Paintball liegen im Jahr 1940 in den USA, als die Nelson Paint Company von Charles und Evan Nelson gegründet wurde. Die Firma hatte einige Patente, um Bäume aus der Ferne mit Sprühpistolen zu kennzeichnen. Auf Anforderung des United States Forest Service, Bäume sicher aus größerer Entfernung zu markieren, wurde 1960 von Charles Nelson der Paintball in seiner Urform entwickelt. Nelson benutzte dafür Gelatinekapseln für Pferde, die er mit Farbe füllte. Auch für das Markieren von Rindern wurden diese Farbkugeln verwendet.
Nelson Paint beauftragte die Firma Crosman mit der Entwicklung einer geeigneten Pistole für das Verschießen der Farbkapseln. So kam nach vier Jahren Entwicklungszeit 1965 die Crosman 707 auf den Markt, die auf der Crosman 150 basierte. Sie verkaufte sich allerdings so schlecht und belastete den Hersteller finanziell so stark, dass sich Crosman nach rund drei Jahren wieder aus dem Geschäft zurückzog.
Nach dem Ausstieg von Crosman unterschrieb die Nelson Paint Company 1972 mit Druckluftwaffenhersteller Daisy Manufacturing Company (heute Daisy Outdoor Products) einen Vertrag über die Entwicklung eines gänzlich neuen Markierers für die Farbkapseln. So entstand unter Federführung von James Hale die Daisy Splotchmarker, die von Nelson unter dem Namen Nel-Spot 707 vermarktet wurde. Mit der Nel-Spot 707 wurde im Jahr 1981 das erste Paintballspiel ausgetragen.
Der Wallstreet-Händler Hayes Noel und der Autor Charles Gaines diskutierten in einer Bierlaune Mitte der 1970er-Jahre über ein Verfolgungsspiel in der Wildnis, welches sie mit Freunden spielen wollten. Es ging darum, herauszufinden, wer in der Wildnis besser überleben könnte und ob Instinkt oder erlerntes Wissen entscheidend wäre. Ein Freund der beiden, George Butler, sah dann die Nel-Spot 707 in einem Farmerkatalog. Bob Gurnsey und Hayes Noel schrieben die Regeln für das Spiel fest. Es dauerte weitere vier Jahre, bis sie ihre Spielidee in die Tat umsetzten. Im Mai 1981 kauften sie einen Markierer und testeten ihn an Charles Gaines’ Sohn Shelby.
Das erste Paintballspiel fand am 27. Juni 1981 in Henniker (New Hampshire) statt. Es handelte sich dabei um eine Capture-the-Flag-Variante, bei der zwölf Teilnehmer gegeneinander antraten. Das zweite – und das erste kommerzielle – Paintballspiel wurde im Oktober 1981 in Alabama abgehalten.
Nach der Veröffentlichung in Magazinen wie Sports Illustrated und Time stand der Weg der weiteren Vermarktung offen. Mit Unterstützung durch Gaines und Hayes begann Bob Gurnsey ein Starter-Kit zu verkaufen, welches eine Nel-Spot-Pistole, Paintballs, Kompass, Schutzbrille und ein Regelbuch enthielt. Von da an wurde Paintball als National Survival Game (NSG) oder The Survival Game vermarktet. Bob Guernsey eröffnete im März 1982 das erste kommerzielle Paintballfeld. Im April 1982 eröffnete das erste Franchise-Feld in Oklahoma, und PMI (Pursuit Marketing Inc.) wurde von Jeff Perlmutter und David Freeman gegründet. Mit der Gründung von PMI – Perlmutter und Freeman konnten sich nicht mit der NSG auf eine Lizenzierung einigen – folgte ein weiterer Schritt zur Vermarktung und Kommerzialisierung: PMI als Dachorganisation baute Paintballfelder auf und versorgte die Betreiber mit der notwendigen Ausrüstung. Der erste Markierer wurde als PMI-1 von der Benjamin Sheridan Air Rifle Company gebaut.
Im Juni 1983 wurde von Lionel Atwill, einem der zwölf Spieler des ersten Spiels, The Official Survival Game Manual, die erste Publikation zum Sport, veröffentlicht.
Mit der Patentierung der ölfreien Paint (U.S. Patent 4.634.606) am 6. Januar 1987 wurde es nicht mehr notwendig, die Farbflecken mit Terpentinöl auszuwaschen. Die Farbe wurde von George A. Skogg von Nelson Paint erfunden.

## Begrifflichkeit und Entwicklung zum Sport
International ist der gebräuchliche Überbegriff für sämtliche Formen des 1981 in den USA entstandenen Spiels „Paintball“. In Deutschland wird teilweise – meist von Nichtspielern – der Begriff „Gotcha“ verwendet. Gotcha ist ein amerikanischer Slangausdruck und steht für „I got you!“ (Ich hab dich!) und wurde durch einen Film der 1980er-Jahre bekannt.
Während Turniere schon kurz nach der Entstehung von Paintball abgehalten wurden, gab es erst 1992–93 mit der Gründung der National Professional Paintball League (NPPL) deutlichen Fortschritt dahingehend, dass sich Paintball als Sport etabliert. Mit den ersten Fernsehübertragungen von Paintballturnieren durch ESPN 1993 und den ersten Paintball-Weltmeisterschaften 1996 etablierte sich der Sport und war einem breiteren Publikum zugänglich.
Heute teilen sich die Paintballspieler landläufig in „Fun-Spieler“ („Rec-Playern“, von „Rec“ wie Recreational) und „Turnier-Spieler“ („Tournament-Playern“). Während Turnier-Spieler fast ausschließlich auf SupAir-Feldern spielen, sind die Fun-Spieler oft auf Waldspielfeldern zu finden.
Abhängig vom Veranstalter der Liga oder vom Betreiber des Spielfeldes wird bezüglich des Erwerbs der Paint zwischen BYO und FPO unterschieden. BYO (englisch Bring your Own, etwa „Bring deine eigene [Paint mit]“) lässt dem Spieler die Freiheit zu entscheiden, wo und welche Paint er kauft, während bei FPO (englisch Field Paint Only) die Paint vom Veranstalter oder Betreiber des Feldes gekauft werden muss. Gerade bei FPO wird eine zusätzliche Einnahmequelle generiert, da kostengünstige Paint – mit teilweise schlechterer Qualität – zu einem relativ hohen Preis verkauft wird. Teilweise wird von Spielfeldbetreibern auch angeboten, gegen einen Aufpreis auf die Spielgebühr eigene Paint zu verwenden.

## Spielarten

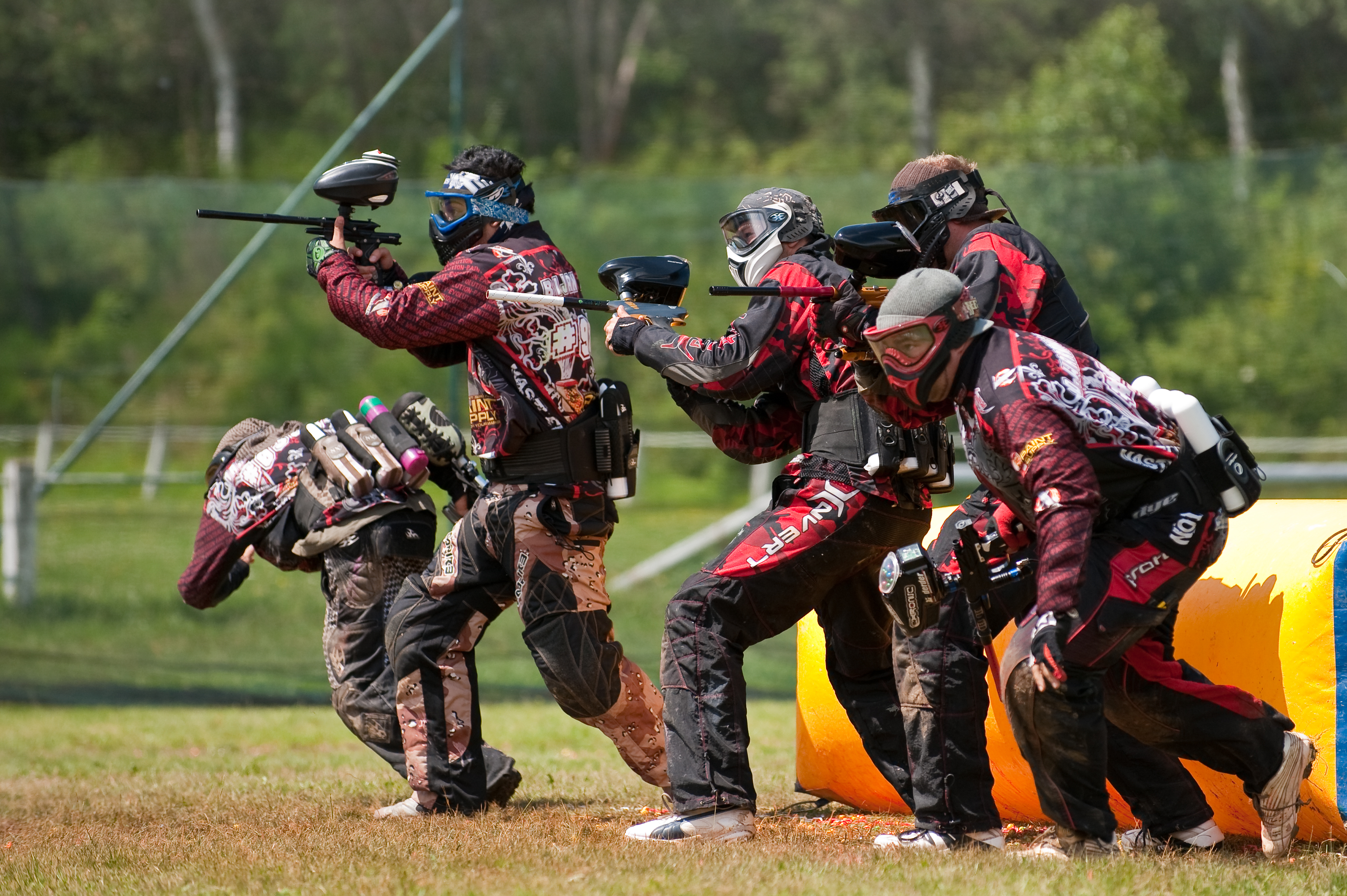
Fünf SupAir-Spieler beim Breakout (Startsignal)

Es gibt zahlreiche Spielvarianten im Paintball, die aber alle mit den gleichen Grundregeln gespielt werden. Üblicherweise unterscheidet man Recreational-Paintball mit der Hauptvariante Woodland und das eigentliche Turnierpaintball als Speedball.

### Speedball
Speedball ist ein Überbegriff für Paintballspiele, die sich auf relativ kleinen, übersichtlichen und ebenen Feldern abspielen. Speedball ist eine Spielart mit meistens künstlichen Deckungen. Das Spiel wird durch die kurzen Entfernungen und die für beide Parteien meist symmetrisch angeordneten Deckungen sehr schnell gespielt. Bestehen die Deckungen aus aufblasbaren geometrischen Figuren wie Zylindern, Kegeln und Kästen, spricht man von SupAir. Die überwiegende Zahl der Turniere wird auf solchen Feldern gespielt. Im Gegensatz zu Woodlandspielfeldern ist es auch für Zuschauer möglich, einen guten Blick über Feld und Spielgeschehen zu erhalten.

### X-Ball
X-Ball stellt eine jüngere Form des Paintballsports dar, für die das klassische SupAir-Format mediengerecht aufbereitet wurde. Die Mannschaften spielen im beispielsweise Fünf-Mann-Format rundenbasierend gegeneinander um Punkte – immer zwei Mannschaften gegeneinander auf Zeit. Je einen Punkt gibt es für das „Reißen“ und „Hängen“ der Flagge oder das Betätigen eines Buzzers. Das Spiel wird hier nach dem Hängen der Flagge nicht beendet, sondern für zwei Minuten unterbrochen, in denen die Spieler Anweisungen des Trainers bekommen, ausgewechselt werden und sich auf die nächste Spielrunde vorbereiten können. Danach startet die nächste Spielrunde von vorne.
Das Spiel ist dadurch wesentlich schneller geworden und die Mannschaften spielen risikofreudiger, da der Verlust einer Fahne nicht die Niederlage für das Spiel bedeutet. Ebenso ist die Größe der Mannschaften gewachsen. Durch die Verlängerung der Spielzeit und Erhöhung der Spielgeschwindigkeit gibt es meist mehrere „Lines“, die ähnlich wie beim Eishockey auf das Feld gehen. Die Mannschaft in der Pitbox ist zwischen 5 und 12 Mann stark.

### Recreational Paintball
Recreational Paintball (Abk. RecBall, deutsch Freizeit-Paintball) ist der Überbegriff für jedes Paintball-Spiel, bei dem nicht im regulären Liga- oder Turnierbetrieb gespielt wird. RecBall umfasst viele verschiedene Spielarten. So gehören zum Beispiel auch Big Games und Scenario Games zur Kategorie RecBall. Es gibt viele Varianten von RecBall-Spielfeldern. So wird sowohl im Wald, als auch auf speziell angelegten Feldern oder in Hallen gespielt. Der Spielspaß, und weniger die Wettbewerbssituation, steht im Vordergrund.

### Woodland und Szenario
Das klassische Woodlandspielfeld befindet sich im Wald und enthält keine oder nur sehr wenige künstliche Deckungen. Die Bezeichnung Woodland wird auch als Überbegriff für alle Spielarten verwendet, die auf unebenem oder unübersichtlichem Terrain beziehungsweise außerhalb von Turnierfeldern gespielt werden. Spielfelder dieser Art sind die ursprünglichen Spielfelder, die im Paintball Verwendung fanden. In Deutschland sind solche Felder schwierig zu finden, da die rechtlichen Bestimmungen eine legale Eröffnung erschweren. Woodland ist nicht zu verwechseln mit illegalem Spielen im Wald.
Diese Spiele können „szenische“ oder Themenhintergründe haben, wobei die Themen von Film- und Buchvorlagen bis zu geschichtlichen Vorlagen reichen. Hier dienen die Themen allerdings nur als „Umgebung“, auf der das Szenario aufgebaut wird. Des Weiteren kommen taktische Aspekte zum Tragen, wobei hier die Vorbilder teilweise bei Polizei oder Armee zu suchen sind.
Erstes Ziel ist das Erfüllen der Aufgabe, dabei kann es passieren, dass am Ende nicht ein Schuss abgegeben wurde. Zusätzlich kann dazu auch die Ausrüstung dieser Spielart angepasst und die Menge der Munition begrenzt werden.

### Big Games
Eine Besonderheit der Szenariospiele sind Big Games, bei denen außergewöhnlich viele Spieler aufeinander treffen. Der Weltrekord liegt bei mehr als 4320 Spielern bei einer einzigen Veranstaltung.
Im europäischen Raum ist das North vs. South mit über 1800 Teilnehmern und einer bespielbaren Fläche von mehr als 200 Hektar die größte Veranstaltung. Es findet jährlich auf einem aktiven Trainingsgelände der British Army in England statt.
Bekannt in Europa ist auch das Veckring Big Game, welches zweimal jährlich in Frankreich ausgerichtet wird.
Das „Scenario Big Game“, was auf dem Battleground in Polen stattfindet, ist aktuell die größte Veranstaltung im deutschsprachigen Raum. Das Festival besuchen 2 Mal im Jahr ca. 1500 Spieler.
Durch die große Teilnehmerzahl und die damit einhergehenden Einnahmen ist es derartigen Veranstaltungen möglich, besondere Erlebnisse zu bieten, die im normalen Paintballspiel nicht zu finden sind. Hierzu zählen beispielsweise speziell umgerüstete Fahrzeuge oder auch alte Panzer, um das Spiel zu unterstützen, oder der massive Einsatz von Pyrotechnik. Auch werden teilweise exotische Orte, zum Beispiel ein aktiver Freizeitpark oder eine mittelalterliche Fort-Anlage für einige Tage als Paintballspielfelder zur Verfügung gestellt.

## Spielvarianten
Alle Spielarten können untereinander hinsichtlich der Teilnehmerzahl und des eingesetzten Equipments variieren. Um Spiele besonders spannend zu gestalten, kann zum Beispiel das Mitführen zusätzlicher Paintballs untersagt werden. Im sogenannten „Mercy-Modus“ können die Spieler, unabhängig davon wie oft sie markiert wurden, solange auf dem Spielfeld bleiben, bis sie entweder aufgeben oder keine Paintballs mehr haben.

### Capture the Flag
Bei Capture the Flag spielen zwei gleich große Mannschaften gegeneinander. Gespielt werden kann sowohl auf einem SupAir- oder Woodland-Feld. Jede Gruppe startet von einem eigenen Startpunkt. Dort ist auch die eigene Flagge gut sichtbar angebracht. Ziel ist es nun, die gegnerische Flagge zu stehlen und sie zum eigenen Startpunkt zu bringen. Es ist die meistverbreitete Spielvariante und gängig auf nationalen und internationalen Turnieren. Die Spielvariante Center Flag wird dagegen meistens beim schnelleren X-Ball verwendet. Hier kämpfen die Teams gemeinsam um eine Flagge, die in der Spielfeldmitte angebracht wird. Alle anderen Spielvarianten spielen im Turniersport eine untergeordnete Rolle und werden meistens von Hobbyspielern praktiziert.

### Hit the Base
Bei Hit the Base spielen zwei gleich große Mannschaften gegeneinander. Gespielt wird auf einem SupAir-Feld. Jede Gruppe startet von ihrem Startpunkt („Base“) mit dem Ziel, die gegnerische Base zu erreichen und dort einen Buzzer zu drücken oder die Base anzuschlagen. Vorteil im Turniersport ist die Eindeutigkeit des Berührens des Buzzers.

### Elimination oder Deathmatch
Bei Elimination oder (Team-)Deathmatch treten in der Regel zwei Mannschaften gegeneinander an. Es wird so lange gespielt, bis sämtliche Mitglieder einer Mannschaft markiert sind und somit ein oder mehrere Spieler der anderen Mannschaft übrig sind. Diese Variante wird häufig von Amateuren gespielt, da die taktische Komponente hierbei nicht besonders groß ist und gerade für Spieler, die zum ersten Mal mit Paintball in Berührung kommen, leicht zu verstehen und vor allem leicht zu spielen ist.

### Last Man Standing
Last Man Standing ist ein Jeder-gegen-Jeden-Spiel und hat somit nichts mit Teamspiel zu tun. Die teilnehmenden Spieler starten an verschiedenen Stellen. Jeder markierte Spieler muss das Feld verlassen, der letzte Spieler gewinnt. Um eventuelle dauerhafte Zurückhaltung der Spieler zu vermeiden, wird nach einer bestimmten Zeit der sogenannte „Sudden-Death-Modus“ verkündet. Hier müssen die Spieler einen vorher abgemachten Punkt erreichen, was zum sofortigen Sieg führt.

### VIP
VIP (oder auch Präsident) wird mit zwei Mannschaften gespielt, die nicht zwangsläufig gleich groß sein müssen. Eine Mannschaft hat einen besonders gekennzeichneten Spieler, den VIP. In diesem Spiel muss der von einem Team geschützte VIP einen auf dem Spielfeld vereinbarten Punkt erreichen, ohne vom anderen Team markiert zu werden. Der VIP ist normalerweise nicht mit einem Markierer ausgerüstet oder besitzt nur eine geringe Schusskapazität. Das Spiel ist beendet, wenn der VIP den vereinbarten Punkt erreicht hat oder markiert wurde.

### Civil War oder Gettisburgh
Zwei aus gleich vielen Spielern bestehende Teams stehen sich in Reihen, nebeneinander aufgestellt, gegenüber. Ziel ist es, alle Gegner zu markieren. Dabei wechselt sich jedes Team mit dem Markieren ab, wobei jeder Spieler nur einen Markierer abschießen darf, bevor das andere Team mit dem Markieren an der Reihe ist. Die nicht markierten Spieler, die sich danach noch gegenüberstehen, treten jeweils einen Schritt nach vorne aufeinander zu und versuchen die Gegner erneut zu markieren. Dies geschieht so lange, bis der letzte Spieler noch steht. Dieser ist der Gewinner oder Repräsentant des Gewinnerteams.

## Paintballausrüstung
Die Ausrüstung eines Paintballspielers kann viele Teile umfassen. Die Sicherheit aller Spieler und Schiedsrichter auf einem Spielfeld steht dabei an oberster Stelle. Ohne eine Paintballmaske oder zumindest eine zugelassene Schutzbrille darf niemand das Feld betreten oder sich auf diesem aufhalten. Des Weiteren gehört zur Ausrüstung der Markierer mit seinen Zubehörteilen. Alle weiteren Ausrüstungsgegenstände sind optional und entsprechend dem Spiel, der Umgebung und den Vorlieben des Spielers angepasst.

## Ligen und Turnierserien
Der Paintballsport verbreitet sich stetig. In Deutschland gibt es die DPL und die XSeries. Als Internationale Turnierserien in Europa sind die Millennium Series (bis 2017), heute NXL Europe, der Pro Shar Cup und die CPS maßgeblich.

### Deutsche Paintball Liga
Die Deutsche Paintball Liga (DPL) als deutsche Paintball-Sport-Liga ist strukturiert in 1. Bundesliga, 2. und 3. Bundesliga sowie Regional-, Ober-, Verbands-, Landes- und Bezirksligen. Seit 2014 ist eine Oberliga neu zwischen der Verbandsliga und der Regionalliga dazu gekommen. Gespielt wird im 5-Mann-Format (Bezirksliga 3 Mann) auf Feldern mit Sub-Air-Deckungen der Millennium Series. Es sind immer mindestens 6 Schiedsrichter, sogenannte Referees auf dem Platz, in den höheren Klassen 8 bis 10 Referees. Es gibt gesonderte Schiedsrichterschulungen und Fortbildungen um den hohen Standard des Reffings in der größten organisierten Paintball Liga der Welt zu halten.
Die Spieltage der ersten und zweiten Bundesliga werden komplett durch das Team von Radical Entertainment per Livestream im Internet übertragen und von einer Kommentatorencrew inklusive Gastredner aus den einzelnen Teams kommentiert. Die Spieltage der dritten Bundesliga Nord/Ost teilweise sowie andere Spielklassen die in Garzau gespielt werden, werden auch als Livestream übertragen und kommentiert.

### XPSL
Von 2006 bis 2013 war in Deutschland die XPSL aktiv. Sie zeichnete sich vor allem durch das X-Ball-Format und durchgängiges BYO in allen Klassen aus, vor allem letzteres war ein starker Kontrast zur FPO-Strategie der DPL in den unteren Leistungsklassen (bis inkl. Oberliga). Strukturiert war sie ähnlich wie die DPL in Landes-, Regional- und Bundesligen. Im Jahr 2013 wurde die erste und zweite Bundesliga zusammengelegt und diese Liga im 7-Mann-Format ausgetragen. Seit 2014 veranstaltet die XPSL keine eigenen Turniere mehr, sondern ist in der X-Series aufgegangen.

### XSeries
Seit 2014 wird in Deutschland auch im aus der amerikanischen PSP bekannten Format, mit entsprechenden Deckungen und Regelwerk in der Turnierserie XSeries gespielt. Die XSeries ist in die Leistungsklassen X3 Amateur (Anfänger: 3 Mann), X5 Amateur (Anfänger: 5 Mann), X5 Challenger (Fortgeschrittene: 5 Mann) sowie X5 Pro (höchste Klasse: 5 Mann) untergliedert.
Hauptziel der XSeries ist es, eine Liga „Von Spielern für Spieler“ zu sein. Hierzu wird auf günstige Preise und BYO in allen Ligen gesetzt und ein freundschaftlicheres Verhältnis zwischen Organisatoren und Spielern gesucht.

### Millennium Series
Die Millennium Series ist eine europäische Turnierserie, die seit 2013 in Puget Sur Argens (Frankreich) Mediterranean Cup, Bitburg (Deutschland) European Masters, London-Basildon (Großbritannien) Campaign Cup, und Paris-Chantilly (Frankreich) World Cup stattfindet. Frühere Standorte waren beispielsweise Saint-Tropez, Paris Longchamp, Málaga, Antalya, Charleroi, Madrid, Marseille, Toulouse oder der Nürburgring. Ausgetragen werden die Turniere stets an einem Wochenende auf drei oder vier eigens für das Turnier angelegten Spielfeldern. Erster Spieltag ist der Freitag, Finalspiele finden am Sonntag (dem sogenannten Sundaysclub) statt. Neben den Spielen der einzelnen Mannschaften werden auch kleinere Nebenturniere ausgetragen, zum Beispiel der Nations Cup, der Womans Cup, der U18 Cup, der Ü40 Cup sowie ein „One-on-One-Turnier“ bei dem einzelne Spieler gegeneinander antreten.
Das komplette Spielgeschehen wird per Livestream im Internet übertragen und von einer Kommentatorencrew in englischer Sprache inklusive Gäste der einzelnen Teams kommentiert.
Charakteristisch für die Millennium Series ist das sogenannte Millennium M, eine große M-förmige Sub-Air-Deckung, die meist in der Mitte des Spielfeldes, längs oder quer, aufgebaut ist und eine große Zahl an Spielvarianten möglich macht. Für die Millennium Series wird jedes Jahr ein Upgradekit für die bestehenden Deckungen herausgebracht, um die Anforderungen in jedem Jahr zu verändern und immer wieder unterschiedliche Layouts der Deckungen und damit des Spielfeldes stellen zu können. Im Jahr 2012 waren dies beispielsweise vier dünnere Snake-Rollen sowie ebenfalls vier L-förmige Deckungen, die sogenannten Snake-Elbows. 2013 kamen ein paar „Ausleger“ für des Millennium M hinzu, um dessen Vielfalt noch zu erhöhen. Im Jahr 2014 wurden zwei große runde Deckungen, die sogenannten Medusen, hinzugefügt, 2015 kamen kleine spitze Pylonen, die sogenannten Cones hinzu.
Noch während der laufenden Saison 2017 wurde die Millennium Series von der Amerikanischen NXL aufgekauft. Der Spielbetrieb als Europäische Turnierserie wird unter dem Namen NXL-Europe fortgesetzt.

### NXL
Die NXL (National Xball League) ist die (Semi-)Professionelle Turnierserie in den USA. Ursprünglich als Profi Segment der PSP ausgelegt und 2003 gegründet wurde die NXL zugunsten einer einheitlichen Ligastruktur innerhalb der PSP mit der Saison 2009 nicht länger fortgeführt. Mit dem Ende der PSP im Jahre 2014 kam die NXL als Nationale Paintball Liga und Nachfolger der PSP im Jahre 2015 wieder zurück. Die NXL organisiert über die Saison (März bis November) fünf Turniere an wechselnden Standorten. In den letzten Jahren zum Beispiel: Las Vegas, Dallas, Nashville, Cleveland, Chicago, Atlantic City und Orlando.
Das größte Event der Liga ist jedes Jahr das Saisonfinale, der sogenannte World Cup, meist Loclisiert in Orlando, Florida. Am World Cup 2016 nahmen über 3500 Spieler aus 35 Ländern teil.

### NXL-Europe
2017 kaufte die NXL die Rechte an der Millennium Series. Seit 2018 veranstaltet die NXL in Europa unter dem Namen NXL-Europe eine Internationale Turnierserie als Nachfolger der Millennium Series. Das grundsätzliche Turnierformat ist hierbei größtenteils gleich geblieben, jedoch werden im Gegensatz zur Millennium Series in der NXL zur Visualisierung von Strafen auf dem Feld von den Schiedsrichtern keine Handzeichen, sondern farbige Flaggen genutzt und Strafen wurden von „Eliminierungen“ zu Zeitstrafen umgewandelt. Die Events der Saison 2018 finden in Prag, Chartres, London-Basildon und Paris-Chantilly statt.
Die Events werden, wie alle Events der NXL, in einem kostenpflichtigen Livestream übertragen.

### CPS
Die Champions Paintball Series, kurz CPS, ist eine Europäische Turnierserie die an verschiedenen Standorten, zum Beispiel in Italien oder Frankreich ausgetragen wird. Gespielt wird auf Layouts der amerikanischen PSP sowie nach deren Regelwerk unterteilt in verschiedene Spielklassen.

### PSP
In den USA wird Paintball hauptsächlich in der überregionalen Turnierserie PSP (Professional Paintball League) (Dallas Open, Mid Atlantic Open, Chicago Open, West Coast Open, World Cup Florida) sowie in zwölf regionalen PSP-Ligen ausgeführt. Gespielt wird hier hauptsächlich auf Naturrasen, anders als beispielsweise in Europa, wo größtenteils Kunstrasen („Turf“) verlegt ist, um auch nach mehreren Spieltagen noch ein gleichbleibendes Feld zu garantieren.
In den Vereinigten Staaten werden Paintball-Turniere seit Ende der 1990er-Jahre im Fernsehen ausgestrahlt.

## Rechtliche Situation

### Deutschland
Paintball wird auf speziellen Spielfeldern betrieben, die befriedet und so beschaffen sein müssen, dass kein Paintball nach außen dringen kann. Für gewöhnlich wird dies durch Fangnetze oder Palisaden erreicht.
Das Führen von Markierern in der Öffentlichkeit und damit beispielsweise auch das Spielen im öffentlichen Wald verstößt gegen das Waffengesetz. Markierer dürfen beim Transport weder zugriffs- noch schussbereit sein. Dies ist insbesondere dann erfüllt, wenn sie ungeladen sind und sich in einem abgeschlossenen Behältnis befinden.
Als Reaktion auf den Amoklauf von Winnenden wurde Anfang Mai 2009 seitens der regierenden Koalition ein Verbot von Paintball geplant, das jedoch nach Protesten und mit Verweis auf die Notwendigkeit weiterer Untersuchungen bis auf weiteres wieder aufgegeben wurde. Zwar wird ein Verstoß gegen die Menschenwürde von der Rechtsprechung – anders als beim Laserdrome – verneint, jedoch wurde die moralische Verwerflichkeit dabei offengelassen. Das Finanzgericht Rheinland-Pfalz wies die Klage eines für Paintball-Turniere gegründeten Vereins ab, der sich beim Finanzamt vergeblich um den Status der Gemeinnützigkeit und die Steuerbefreiung bemüht hatte.
Nach verschiedenen Urteilen ist in Deutschland ein Mindestalter von 16 Jahren, zwischen 16 und 18 Jahren ein Einverständnis der Erziehungsberechtigten, erforderlich. Das Zuschauen von Kindern unter 10 Jahren wurde untersagt. Paintball wurde als kinder- und jugendgefährdend gewertet. Es gibt allerdings auch Paintballanlagen für Kinder, die ab einem Alter von 10 oder 12 Jahren benutzt werden dürfen. Die speziellen Paintballwaffen haben eine deutlich geringere Mündungsenergie als die entsprechenden Waffen für Erwachsene.

### Österreich
Das Paintballspiel selbst ist nur auf eigens dafür eingerichteten und genehmigten Paintballsportanlagen erlaubt. Spiele in freiem Gelände oder Wald sind verboten.
Die Ausübung des Sports ist meistens schon ab 14 Jahren im Beisein eines Erziehungsberechtigten möglich. Ab 16 Jahren ist das Spielen auf den meisten Anlagen mit Vorlage einer schriftlichen Einverständniserklärung eines Erziehungsberechtigten gestattet.
Seit 1997 muss man für den Erwerb eines Markierers in Österreich mindestens 18 Jahre sein.

### Schweiz
Paintball-Markierer dürfen nicht überall verwendet werden. Das Spiel ist nur auf einem dafür bestimmtem, umfriedetem Gelände erlaubt. Der Zugang zum Gelände muss durch einen Zaun abgesperrt sein, sodass kein unbeteiligter Passant in die Schusslinie geraten und kein Schuss nach draußen dringen kann. Das Spielen beispielsweise in öffentlichem wie privatem Wald verstößt gegen das Waffen-, das Natur- und das Jagdgesetz. Auf Anzeige hin wird wegen Gefährdung Dritter, Störung von Wildtieren und Umweltverschmutzung durch die Farbe ermittelt. Bußen bis 5000 CHF und bedingte Freiheitsstrafen sind möglich. Um Paintball spielen zu dürfen, braucht man ein geeignetes Privatgelände, dessen Eigentümer das Spielen gestattet; zudem müssen die nötigen Genehmigungen von Gemeinden und Behörden erteilt werden. Diese Gelände werden geprüft und abgenommen. Erfüllt ein Spielfeld die Anforderungen, wird es zum Spielen freigegeben.
Im Kanton Zürich ist Paintball im Wald seit Anfang 2008 nicht mehr möglich, da die entsprechenden Bewilligungen nicht mehr erteilt werden.
Es gibt keine gesetzlichen Altersgrenzen zur Ausübung des Sports. Die meisten Paintball-Anlagen verlangen jedoch bei unter 14-Jährigen die Anwesenheit eines Erziehungsberechtigten und bei unter 16-Jährigen eine schriftliche Einverständniserklärung der Erziehungsberechtigten. Ab 16 Jahren ist das Spielen in der Regel ohne weitere Formalitäten möglich.

## Gesellschaftliche Akzeptanz
Paintball versteht sich als Teamsport. Gefordert sind vor allem Teamwork und taktisches Geschick. Mit dem Wachsen des Sports und des Spielablaufes sind immer mehr Athletik und körperliche Fitness gefordert. Von einigen amerikanischen und englischen Firmen wird es sogar zur Mitarbeiterschulung eingesetzt. Auch in Deutschland werden die Hallen und Felder immer öfter von Firmen- und Freizeitgruppen gebucht.
Gerade das Woodlandspiel mit Tarnkleidung wird in Deutschland teilweise auch von Spielern skeptisch aufgenommen und oftmals mit Wehrsport und Kriegsverherrlichung in Verbindung gebracht. Anhänger dieser Spielart weisen die Analogie jedoch vehement von sich und betonen den Teamaspekt des Spiels. Auf einigen Spielanlagen in Deutschland ist, anders als etwa in den USA, außerdem das Tragen von Tarnkleidung und das Benutzen von Replika-Markierern nicht erlaubt.
Im Jahr 2000 wurde von der Erziehungswissenschaftlerin Linda Steinmetz eine „Gutachterliche Stellungnahme zur Gewaltaffinität der Mitglieder der (deutschen) Paintball-/Gotcha-Szene“ erstellt, woraus hervorgeht, dass „Paintballer […] in ihren Alltagszusammenhängen keineswegs aggressiv [sind]. Dieses betrifft ebenso den Kneipenbesuch oder Einkäufe wie das Verhalten nach Verlassen des Spielfeldes bei einem Turnier. Die Fähigkeit des Thrillerlebens scheint nicht inflationär geworden zu sein. Die Gruppen- bzw. Szenemitglieder sehen keine Abnutzung oder Gewöhnung im ‚Reizkonsum‘, die stärkere oder gar ‚realere‘ Erlebnisse abverlangen.“
In der Entscheidung des Niedersächsischen Oberverwaltungsgerichts vom 18. Februar 2010 wurde festgestellt: „Gemessen am Realitätsgrad mancher Computerspiele, […] wirkt Paintball/Reball geradezu harmlos. Dass die Teilnehmer, die – wie andere Mitbürger auch – wesentlich plastischeren Gewaltdarstellungen in Fernsehen, Kino und Internet ausgesetzt sind, gerade durch dieses Spiel zu einer Einstellung gelangen sollen, die den fundamentalen Wert- und Achtungsanspruch leugnet, der jedem Menschen zukommt, ist schwer nachvollziehbar. Eher ist anzunehmen, dass die Teilnehmer das Spiel ebenso als Gemeinschaftserlebnis empfinden wie andere Mannschaftsspiele auch und dass soziale Kontakte dadurch eher geknüpft und bestärkt werden als dass moralischer Verfall eintritt.“

## Ähnliche Spiele
- Airsoft
- Laser Tag (Lasergame)

## Ergänzende Quellen
- Daniel Maiberg: Paintball – Das Buch! Fakten, Tipps und Spielarten. Kretschmann Mediamarketing 2006, ISBN 3-9809567-1-7
- Thomas Gaevert: Spürt hier jemand einen Killerinstinkt? – Paintball im Selbstversuch, Produktion Südwestrundfunk 2009, Erstsendung 16. September 2009 SWR2